# Mutafukaz
Mutafukaz (ムタフカズ －MUTAFUKAZ－, Mutafukazu, anomenat MFKZ en alguns mercats) és una pel·lícula de ciència-ficció animada per a adults basada en la sèrie de còmics i el curtmetratge del mateix nom. La pel·lícula va ser una coproducció francesa-japonesa entre Ankama Animations i Studio 4 °C, i està dirigida per Shōjirō Nishimi i Guillaume "Run" Renard. El còmic va ser publicat en anglès com Mutafukaz per Titan Comics amb un sol volum publicat el 27 d'octubre de 2015. Mutafukaz es va estrenar a França el 23 de maig de 2018 i al Japó el 12 d'octubre de 2018.

## Argument
Angelino és un pobre diable que malviu en Dark Meat City, una megaurb infestada de bandes violentes, policies corruptes i buscavides sense escrúpols. Mentre treballa com a repartidor de pizza té un accident en distreure's amb una misteriosa noia. Aquest esdeveniment canviarà completament la seva vida, ja que a partir de llavors començarà a tenir terribles visions d'éssers monstruosos que aguaiten per tota la ciutat. Potser Angelino ha perdut el cap, o potser l'accident li ha obert els ulls a una veritable invasió alienígena...

## Estrena
Mutafukaz es va estrenar el 13 de juny de 2017 al Festival Internacional de Cinema d'Animació d'Annecy. La Pel·lícula es va estrenar a França el 23 de maig de 2018 i al Japó el 12 d'octubre de 2018. GKIDS va llançar el doblatge anglès de la Pel·lícula en una actuació teatral limitada als EUA i el Canadà l'11 d'octubre i el 16 d'octubre de 2018.
Aquesta esbojarrada obra d'animació que es va convertir en una de les sensacions de la Secció Anima't del Festival de Sitges del 2017. La llicència a Espanya és de Mediatres Estudio i la va treure a la venda en format físic a finals del 2018 en Blu-ray i DVD, amb doblatges en català i castellà.